# Jack Draper
Jack Alexander Draper (Sutton, Londres, 22 de diciembre de 2001) es un tenista profesional inglés. 
Ha ganado tres títulos en el Atp tour, el Torneo de Stuttgart 2024, Torneo de Viena 2024, y recientemente, el más destacado de su carrera, en el Masters de Indian Wells 2025. También ha ganado cinco títulos del ATP Challenger Tour y siete del ITF Tour. Como júnior, Draper fue subcampeón del Campeonato de Wimbledon de 2018, terminando el año en su mejor momento como N°7 del ranking mundial.

## Carrera júnior
Draper nació en Sutton, Londres, y se crío en la cercana Ashtead, Surrey. Su padre es Roger Draper, ex director ejecutivo de Sport England y de la Lawn Tennis Association, y su madre es Nicky Draper, ex campeona británica junior de tenis. Draper asistió a la Parkside School de Stoke d'Abernon, Cobham, desde los cuatro hasta los once años, mientras era entrenado por Justin Sherring. Después asistió a la Reed's School de Cobham durante dos años.
Draper alcanzó su primera y única final júnior de Grand Slam en el Campeonato de Wimbledon de 2018, donde perdió ante Tseng Chun-hsin en tres sets. Cerró el año en el puesto júnior más alto de su carrera, el n.º 7. 

## Carrera profesional

### 2021: ATP, Masters y debut en el Top 250
Perseguido por las lesiones durante la mayor parte de su carrera, Draper debutó en el cuadro principal de la ATP como invitado (wildcard) en el Abierto de Miami. Tuvo que retirarse en su partido de primera ronda contra Mijaíl Kukushkin, tras sufrir un golpe de calor.
En el Queen's Club Championships de junio, Draper consiguió la mayor victoria de su carrera hasta la fecha al imponerse al número 23 del mundo, Jannik Sinner, como invitado. Derrotó al número 39 del mundo, Alexander Bublik, en la ronda de octavos de final para alcanzar los cuartos de final de un torneo ATP por primera vez en su carrera, donde cayó ante el finalista Cameron Norrie. Al llegar a esta fase del torneo, se convirtió en el cuartofinalista británico más joven de la ATP desde Andy Murray en 2006 y debutó entre los 250 primeros de la clasificación de la ATP.
Recibió una wildcard para el cuadro principal de individuales del Campeonato de Wimbledon. Le tocó el defensor del título, Novak Djokovic, en la primera ronda, donde se adjudicó el primer set por 6-4 antes de perder los tres siguientes y ceder el partido.

### 2022: Cuatro Challengers, cuartofinalista de Masters, victoria sobre top 10, entra en el top 50
En enero, Draper participó en la 2022 Città di Forlì II, prueba del ATP Challenger Tour, en Forlì, donde fue el octavo cabeza de serie. Allí alcanzó su primera final Challenger y ganó su primer título en el circuito tras derrotar a su compatriota Jay Clarke, por 6-3 y 6-0. Dos semanas después, Draper continuó con su racha en la Città di Forlì IV, donde no era cabeza de serie y alcanzó su segunda final para hacerse con su segundo título Challenger tras derrotar a Tim van Rijthoven, por 6-1 y 6-2. La victoria llevó a Draper a debutar entre los 200 mejores y alcanzar el número 162 del mundo, el más alto de su carrera. Draper se aseguró su tercer título Challenger consecutivo en su tercer torneo de Forlì, en Città di Forlì V, la semana siguiente, tras salvar cuatro bolas de partido en la final para derrotar a Alexander Ritschard en tres sets.
En el Abierto de Miami, Draper logró su primera victoria en un partido de Masters 1000 ante Gilles Simon como wildcard[16]. Perdió en la segunda ronda ante Norrie. Draper ganó la semana siguiente su cuarto título Challenger en Saint-Brieuc, derrotando a Zizou Bergs en la final. En el Mutua Madrid Open de 2022, en su debut como invitado, derrotó al número 27 del mundo, Lorenzo Sonego para lograr su segunda victoria a nivel de Masters. Draper debutó en el Top 100 con el número 99 del mundo el 13 de junio de 2022.
En Eastbourne, como invitado, Draper venció a Jenson Brooksby, al cuarto cabeza de serie Diego Schwartzman y al también wildcard Ryan Peniston para alcanzar la primera semifinal ATP de su carrera. Perdió en tres sets ante Maxime Cressy en semifinales. Se clasificó para entrar directamente en el cuadro de Wimbledon 2022 y ganó su primer partido de Grand Slam derrotando al invitado Zizou Bergs.

### 2023: Top 40, debuta en dos Grandes, regreso al circuito después de lesiones, primera final ATP
Draper comenzó su temporada 2023 en el Adelaide International 1. Perdió en segunda ronda contra el octavo cabeza de serie y número 20 del mundo, Karen Khachanov. En el Adelaide International 2, venció al octavo cabeza de serie Tommy Paul en segunda ronda. Después obtuvo la revancha sobre el tercer cabeza de serie y número 20 del mundo, Karen Khachanov, derrotándolo en cuartos de final para alcanzar su segunda semifinal ATP. Perdió su partido de semifinales contra el campeón final, Kwon Soon-woo, al que había vencido la semana anterior, en un ajustado partido a tres sets.
En su debut en el Abierto de Australia, cayó en la primera ronda ante el primer cabeza de serie, número 2 del mundo, campeón de 2009 y defensor del título, Rafael Nadal, en cuatro sets mientras sufría calambres. El 16 de enero de 2023 alcanzó el número 38 en la clasificación de individuales, el mejor de su carrera.
Draper volvió a la acción en marzo jugando en el BNP Paribas Open. En su debut en este torneo, derrotó al vigésimo cuarto cabeza de serie, número 29 del mundo, y compatriota, Dan Evans, en la segunda ronda. En la tercera ronda, venció al finalista de 2009, ex número 1 del mundo y compatriota, Andy Murray, en dos sets. [Se vio obligado a retirarse de su partido de cuarta ronda contra Carlos Alcaraz, cabeza de serie y número 2 del mundo, debido a una lesión muscular abdominal. Draper no participó en el Abierto de Miami para no empeorar su lesión abdominal.
Debutó en el Abierto de Francia de 2023, pero se vio obligado a retirarse en su partido de primera ronda contra Tomás Martín Etcheverry debido a una lesión en el hombro. Como consecuencia, el 8 de junio anunció que se perdería toda la temporada de hierba.
Draper regresó al ATP Tour durante el US Open, donde derrotó a Radu Albot, al cabeza de serie 17, Hubert Hurkacz y a Michael Mmoh para avanzar a la segunda semana. Finalmente fue derrotado por el ruso Andrey Rublev en la cuarta ronda. Alcanzó la final Challenger del Open d'Orléans 2023 y regresó al top 100 el 2 de octubre de 2023. En noviembre ganó su quinto título Challenger, el Trofeo Faip-Perrel 2023. En el siguiente torneo, el Abierto de Sofía 2023, alcanzó su segunda semifinal de la temporada derrotando al cabeza de serie Lorenzo Musetti y al clasificado Cem Ilkel. Llegó a la primera final de su carrera derrotando al alemán Jan-Lennard Struff. Se convirtió en el británico más joven en alcanzar una final del ATP Tour desde Andy Murray en Miami 2009.

### 2024: Semifinalista de un Grande, título ATP, N.º 1 británico, Olimpiada y entra entre los 20 mejores
Draper alcanzó su segunda final en el Internacional de Adelaida 2024 al derrotar al octavo cabeza de serie Alexander Bublik.  Alcanzó las semifinales en un evento ATP 500 por primera vez en el Abierto Mexicano Telcel 2024, Acapulco, al derrotar al sexto cabeza de serie Tommy Paul, al perdedor afortunado Yoshihito Nishioka y a Miomir Kecmanovic sin ceder un set. Se retiró contra el campeón defensor y tercer cabeza de serie, Alex de Minaur. Como resultado, el 4 de marzo de 2024 alcanzó el número 37 ATP, el más alto de su carrera.
Alcanzó la tercera final de su carrera en el BOSS Open 2024 de Stuttgart, derrotando en el camino a tres estadounidenses: Marcos Girón, el defensor del título y cuarto cabeza de serie Frances Tiafoe y Brandon Nakashima. Draper venció a Matteo Berrettini en la final para alzarse con su primer título, siendo el octavo debutante como campeón del ATP Tour de 2024. Draper se convirtió en el número 1 masculino británico y alcanzó el número 31 de la clasificación ATP el 17 de junio de 2024. En el siguiente torneo sobre hierba, el Queen's Club Championships 2024, alcanzó los cuartos de final derrotando a Mariano Navone y al primer cabeza de serie y defensor del título, Carlos Alcaraz, en dos sets corridos. En Wimbledon, Draper derrotó al clasificado afro-sueco Elias Ymer en cinco sets en la primera ronda, pero perdió su siguiente partido contra su compatriota Cameron Norrie.
El 15 de julio, fue incluido en el equipo de Gran Bretaña para la fase de grupos de la Copa Davis que se celebrará en Mánchester en septiembre.
En los Juegos Olímpicos de Verano de 2024 en París, Draper derrotó a Kei Nishikori en la primera ronda, antes de perder contra el séptimo cabeza de serie Taylor Fritz en tres sets.
En el Abierto de Cincinnati de 2024 alcanzó los octavos de final por primera vez en el torneo, con una sorprendente victoria sobre el noveno cabeza de serie Stefanos Tsitsipas. A continuación derrotó a Félix Auger-Aliassime en tres sets con un último y polémico punto de partido, tal vez no reglamentario. Se convirtió en el segundo jugador británico en alcanzar varios cuartos de final de Masters antes de los 23 años, después de Andy Murray, desde la introducción del formato en 1990.
En el US Open, Abierto de EE. UU., Draper superó a Zhang Zhizhen por retirada en el tercer set, a Facundo Díaz Acosta, a Botic van de Zandschulp (el vencedor de Alcaraz) y a Tomáš Macháč sin ceder un set y sin haberse enfrentado a ningún cabeza de serie, para alcanzar los cuartos de final. Con su victoria sobre el décimo cabeza de serie, Alex de Minaur, también en tres sets, alcanzó su primera semifinal de Grand Slam y se convirtió en el primer jugador británico en llegar a semifinales en el US Open desde Andy Murray en 2012. Esto le supuso su mejor posición del ranking, el puesto 20.

### 2025: Primera final en Doha y primer título de Masters 1000 en Indian Wells
Draper comenzó la temporada 2025 en el Abierto de Australia 2025, tras conseguir tres victorias consecutivas en cinco sets sobre Mariano Navone,Thanasi Kokkinakis, y Aleksandar Vukic para alcanzar la cuarta ronda del Abierto de Australia por primera vez, donde se retiró debido a una lesión después de perder los dos primeros sets ante el tercer sembrado Carlos Alcaraz. Después de Australia, Draper participó en el Torneo de Doha 2025, donde alcanzó su primera final individual del año en el ATP Tour 500, tras remontar en cuartos de final ante Matteo Berrettini (4-6, 6-4, 6-3) y derrotar a Jiří Lehečka en semifinales por marcador de 3-6, 7-6(2), 6-3 para avanzar a la final donde fue derrotado por Andrey Rublev en tres sets por un marcador de 5-7, 7-5, 1-6.
En marzo, Draper consiguió el primer gran título de su carrera al proclamarse campeón del Masters 1000 de Indian Wells. En su camino al título, en su debut derrotó a João Fonseca (6-4, 6-0), mientras que en la tercera ronda al estadounidense Jenson Brooksby (7-5, 6-4), en la cuarta ronda se impuso al local y tercer cabeza de serie Taylor Fritz (7-5, 6-4), a Ben Shelton en cuartos de final (6-4, 7-5), en la semifinales derrotó al bicampeón y segunda cabeza de serie, Carlos Alcaraz en un encuentro a tres sets (6-1, 0-6, 6-4). En la final, venció al danés Holger Rune con un contundente 6-2, 6-2, consiguiendo así su primer título de la categoría Masters 1000.
Como resultado, el 18 de marzo de 2025, ingresó por primera vez en el top10 del ranking ATP, alcanzando el puesto número 7 del mundo, el más alto de su carrera hasta la fecha. 

## Entrenadores

### Equipo técnico
Draper fue entrenado por Justin Sherring (2007-2017) y luego por Ryan Jones entre 2017a 2021 y  desde 2022 es entrenador James Trotman en el Centro Nacional de Tenis de Roehampton como parte del programa de apoyo a jugadores de élite de la LTA. Contrató al preparador físico Dejan Vojnović en 2023 y al entrenador técnico Wayne Ferreira en 2024.
Jack Draper, es diestro por naturaleza, pero juega con la izquierda, lo que significa que el revés lo juega como una segunda derecha, al igual que Rafael Nadal.

## Patrocinios
A lo largo de su carrera, Draper ha mantenido diversas colaboraciones comerciales. En agosto de 2025 firmó con la marca estadounidense Vuori un acuerdo multianual como embajador global. Además, el tenista fue nombrado embajador de la casa de moda Burberry y aparece junto a Rosie Huntington-Whiteley en la campaña «High Summer 2025». En el terreno técnico, Draper integra el «Team Dunlop» y compite con raquetas de esa marca, además de actuar como embajador de tenis para Vodafone en el Reino Unido. Anteriormente, durante la temporada 2024, vistió indumentaria de Nike, como recogieron los medios durante el Abierto de Estados Unidos de ese año.

## ATP World Tour Masters 1000

### Títulos (1)
| Año  | Torneo       | Superficie | Outdoor/Indoor | Oponente en la final | Resultado |
| 2025 | Indian Wells | Dura       | Outdoor        | Holger Rune          | 6-2, 6-2  |

### Finalista (1)
| Año  | Torneo | Superficie    | Outdoor/Indoor | Oponente en la final | Resultado     |
| 2025 | Madrid | Tierra batida | Outdoor        | Casper Ruud          | 5-7, 6-3, 4-6 |

## Títulos ATP (3; 3+0)

### Individual (3)
| Leyenda                         |
| Grand Slam (0)                  |
| ATP Wourld Tour Finals (0)      |
| ATP World Tour Masters 1000 (1) |
| ATP World Tour 500 (1)          |
| ATP World Tour 250 (1)          |

| N.º | Fecha                 | Torneo       | Superficie | Oponente en la final | Resultado        |
| --- | --------------------- | ------------ | ---------- | -------------------- | ---------------- |
| 1.  | 16 de junio de 2024   | Stuttgart    | Hierba     | Matteo Berrettini    | 3-6, 7-6(5), 6-4 |
| 2.  | 27 de octubre de 2024 | Viena        | Dura (i)   | Karen Khachanov      | 6-4, 7-5         |
| 3.  | 16 de marzo de 2025   | Indian Wells | Dura       | Holger Rune          | 6-2, 6-2         |

#### Finalista (4)
| N.º | Fecha                   | Torneo   | Superficie    | Oponente en la final | Resultado        |
| --- | ----------------------- | -------- | ------------- | -------------------- | ---------------- |
| 1.  | 11 de noviembre de 2023 | Sofía    | Dura (i)      | Adrian Mannarino     | 6-7(6), 6-2, 3-6 |
| 2.  | 13 de enero de 2024     | Adelaida | Dura          | Jiří Lehečka         | 6-4, 4-6, 3-6    |
| 3.  | 22 de febrero de 2025   | Doha     | Dura          | Andrey Rublev        | 5-7, 7-5, 1-6    |
| 4.  | 4 de mayo de 2025       | Madrid   | Tierra batida | Casper Ruud          | 5-7, 6-3, 4-6    |

## Clasificación histórica
| 'Australian Open'           | -    | -     | 1R    | 2R    | 4R    | 0 / 3      | 4-3        |
| 'Roland Garros'             | -    | -     | 1R    | 1R    | 4R    | 0 / 3      | 3-3        |
| 'Wimbledon'                 | 1R   | 2R    | 2R    | 2R    | 0 / 3 | 2-3        |            |
| 'US Open'                   | -    | 3R    | 4R    | SF    |       | 0 / 3      | 10-3       |
| Total G-P                   | 0-1  | 3-3   | 3-3   | 7-4   | 6-2   | 0 / 12     | 19-12      |
| ATP World Tour Finals       | -    | -     | -     | -     |       | 0 / 0      | 0-0        |
| ATP World Tour Masters 1000 |      |       |       |       |       |            |            |
| Indian Wells                | -    | -     | 4R    | 1R    | G     | 1 / 3      | 9-2        |
| Miami                       | 1R   | 2R    | -     | 2R    | 2R    | 0 / 4      | 2-4        |
| Montecarlo                  | -    | -     | 2R    | 1R    | 3R    | 0 / 3      | 2-3        |
| Madrid                      | -    | 2R    | -     | 2R    | F     | 0 / 3      | 7-3        |
| Roma                        | -    | -     | -     | 2R    | CF    | 0 / 2      | 4-2        |
| Canadá                      | -    | CF    | -     | 1R    |       | 0 / 2      | 3-2        |
| Cincinnati                  | -    | -     | -     | CF    |       | 0 / 1      | 3-1        |
| París                       | -    | 2R    | -     | 3R    |       | 0 / 2      | 3-2        |
| Total G-P                   | 0-1  | 6-4   | 4-2   | 8-8   | 13-4  | 1 / 19     | 31-19      |
| Estadísticas                |      |       |       |       |       |            |            |
|                             | 2021 | 2022  | 2023  | 2024  | 2025  | Totales    | Totales    |
| Torneos                     | 3    | 12    | 11    | 22    | 9     | 57         | 57         |
| Finales                     | 0    | 0     | 1     | 3     | 3     | 7          | 7          |
| Títulos                     | 0    | 0     | 0     | 2     | 1     | 3          | 3          |
| Dura                        | 0-1  | 13-10 | 16-9  | 26-13 | 13-3  | 2 / 34     | 68-36      |
| Tierra batida               | 0-0  | 1-1   | 3-3   | 5-7   | 12-4  | 0 / 15     | 21-15      |
| Hierba                      | 2-2  | 5-3   | 0-0   | 8-2   | 0-0   | 1 / 8      | 15-7       |
| G/P                         | 2-3  | 19-14 | 19-12 | 39-22 | 25-7  | 3 / 57     | 104-58     |
| Ranking                     | 265  | 42    | 61    | 15    |       | $7,901,821 | $7,901,821 |

## Challengers y Futures

### Individuales
| Leyenda (Sencillos) |
| ------------------- |
| Challengers (4)     |
| Futures (7)         |

### Individuales (4)
| N.° | Fecha      | Torneo                     | Superficie | Oponente en la final | Resultado     |
| --- | ---------- | -------------------------- | ---------- | -------------------- | ------------- |
| 1.  | 29.09.2019 | M25 Shrewsbury             | Dura (i)   | Julian Ocleppo       | 6-4, 6-0      |
| 2.  | 01.03.2020 | M25 Sunderland             | Dura (i)   | Igor Sijsling        | 6-2, 6-0      |
| 3.  | 16.01.2022 | Challenger de Forli II     | Dura (i)   | Jay Clarke           | 6-3, 6-0      |
| 4.  | 20.02.2022 | Challenger de Forli IV     | Dura (i)   | Tim van Rijthoven    | 6-1, 6-2      |
| 5.  | 27.02.2022 | Challenger de Forli V      | Dura (i)   | Alexander Ritschard  | 3-6, 6-3, 7-6 |
| 6.  | 04.04.2022 | Challenger de Saint-Brieuc | Dura (i)   | Zizou Bergs          | 6–2, 5–7, 6–4 |